# Unión Civil "Gitana"
La Unión Civil "Gitana" (Graždansko Obedinenie "Roma") es un partido político de Bulgaria, que representa a la minoría gitana de ese país.
Forma parte de la Coalición por Bulgaria, una alianza liderada por el Partido Socialista Búlgaro. Dicha coalición obtuvo en las elecciones de 2001 el 17,1% de los votos, y 48 de los 240 escaños de la Asamblea Nacional. En los últimos comicios legislativos, celebrados el 25 de junio de 2005, pasó al 33.98% del electorado y a 82 bancas parlamentarias.
- Datos: Q3772946